# Aristoteles Onassis
Aristoteles „Ari“ Onassis (20. ledna 1906, Smyrna, Osmanská říše – 15. března 1975, Neuilly-sur-Seine, Francie) byl řecký rejdař a miliardář, jeden z nejslavnějších a nejbohatších Řeků 20. století. Stal se všeobecně známým nejen pro své velké bohatství, ale také vztahem s operní pěvkyní Marií Callasovou a v roce 1968 svatbou s vdovou po americkém prezidentovi Johnu F. Kennedym Jacqueline Kennedyovou.

## Dětství

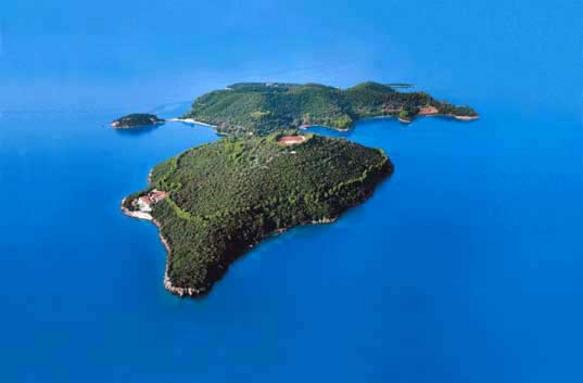
Ostrov Skorpios

Narodil se 20. ledna 1906 v turecké Smyrně (Izmir). Jeho otec Sokrates obchodoval s tabákem a díky svému obchodnímu nadání se zařadil mezi vyšší vrstvu společnosti. Během okupace města Turky v roce 1922 přišla rodina o většinu majetku a Sokrates se rozhodl vrátit zpátky do Řecka, do Athén. On se ale vydal vlastní cestou.

## Podnikání
S 250 dolary odešel do Spojených států, nakonec ale skončil v Buenos Aires v Argentině, kde začal podnikat s tabákem – vyráběl vlastní cigarety. Jeho značky Osman a Primeros byly brzy velmi úspěšné. Aby zvýšil své zisky, chtěl tabák převážet na vlastních lodích a tím začal budovat svou flotilu. Díky známosti s operní pěvkyní řeckého původu Marií Callasovou se dostal mezi argentinskou smetánku. Ještě před dosažením věku třiceti let se stal milionářem. Později byl jmenován řeckým konzulem v Argentině. Jmenování do této funkce pro něj znamenalo zásadní životní zlom. Obchody se mu dařily i v době druhé světové války a obchodoval také s americkou vládou, které pronajímal tři své lodě. Jeho první dva ropné tankery Aristo a Aristofaneus mu přinesly obrovské jmění.
V roce 1956 založil společnost Olympic Airways. Zakrátko nato ovládl řeckého státního dopravce TAE díky velmi výhodné smlouvě s vládou.

## Soukromý život
Dne 28. prosince 1946 se oženil s Athinou Livanosovou, dcerou lodního magnáta Stavra Livanose. Sňatek byl pro Onassise velmi výhodný, avšak samotné manželství bylo bouřlivé.
Měli spolu dvě děti:
- Alexander Onassis (30. duben 1948, New York, USA – 23. ledna 1973, Athény, Řecko)
- Christina Onassis (11. prosinec 1950, New York, USA – 19. listopadu 1988 Buenos Aires, Argentina)

Pár se však v roce 1960 rozvedl a Athina se provdala za Johna Spencera-Churchilla, 11. vévodu z Marlborough, a později za Onassisova největšího soka Stavra Niarchose, vdovce po své sestře.
Dne 20. října 1968 se na svém soukromém ostrově Skorpios Onassis oženil s Jacqueline Kennedyovou, vdovou po prezidentovi Johnu F. Kennedym.
V roce 1973 při letecké nehodě zemřel jeho jediný syn Alexandros. Byl pohřben na soukromém ostrově Skorpios.

## Smrt a dědictví
Zemřel 15. března 1975 ve francouzském Neully-sur-Seine na zápal plic a pohřben byl stejně jako jeho syn Alexandros na ostrově Skorpios.
Svůj ohromný majetek rozdělil na dvě části – 55 % z něj získala dcera Christina, zbylých 45 % bylo věnováno nadaci Alexandra Onassise, vytvořené na počest zesnulého syna. Christinin podíl zdědila její jediná dcera Athina Roussel Onassisová.

## Ostatní
V roce 2005 byl o jeho životě natočen dvoudílný životopisný film Callasová a Onassis v hlavní roli s Luisou Ranieriovou a Gérardem Darmonem.